# Massaker von Le Paradis
Das Massaker von Le Paradis wurde am 27. Mai 1940 von der 3. und 4. Kompanie des I. Bataillons des 2. SS Totenkopf Regiments (mot.) unter dem Befehl des SS-Hauptsturmführers Fritz Knöchlein an 99 britischen Kriegsgefangenen verübt.

## Geschehensablauf
Während des Vormarsches auf Dünkirchen ging die SS-Totenkopf-Division im Département Pas-de-Calais westlich von Béthune nach Norden vorstoßend über den Canal d’Aire, um die weiter östlich stehenden alliierten Kräfte der 1ere Armée einzukesseln. Die Masse der britischen Kräfte befand sich im Rückzug nach Westen an die Küste.
Nach dem Überschreiten des Kanals griff die SS-Division Totenkopf bei Tagesanbruch des 27. Mai aus dem Waldstück Bois-de-Paqueaut den von britischen Kräften besetzten Ort Le-Cornet-Malo an. Es wird berichtet, dass die SS-Truppen hierbei vier Offiziere und hundertfünfzig Mannschaften verloren. Weitere vierhundertachtzig Soldaten und vierzehn Offiziere seien beim Angriff auf die Positionen der Royal Norfolks verwundet worden. Die überlebenden britischen Kräfte zogen sich nach Nordosten entlang der Rue-de-Paradis zurück.
Ihnen folgte der weitere Vorstoß der SS-Division bis zur 3 Kilometer nördlich liegenden Siedlung Le Paradis bei Lestrem. Dort grenzte der Verteidigungsabschnitt der Royal Norfolk Regiment an den des Royal Scots Regiment. Der Bauernhof der Familie Duries (506 Chemin-du-Paradis) wurde als Gefechtsstand des Bataillons genutzt und dorthin zogen sich die Reste der britischen Truppen, etwa einhundert Mann, zurück. Der Kommandeur, Major Lisle Ryer, verteilte die noch kampffähigen Männer in und um das Gehöft und versuchte über Funk Artillerieunterstützung zu erhalten. Die SS-Truppen griffen das Hauptgebäude aus Ziegelstein mit erbeuteten Panzern und schweren Waffen an. Gegen 11:30 Uhr hatte der Gefechtsstand des 2nd Battalion Royal Norfolk das letzte Mal Funkkontakt mit der Brigade, deren Hauptquartier 10 Kilometer nordöstlich in L'Epinette lag.
Im Vorstoß durch das offene Gelände hatten die Truppen des SS-Infanterie-Regiment 2 an diesem Tag schwere Verluste erlitten. Doch auch die britischen Kräften der C Company und HQ Company des 2nd Battalion Royal Norfolk der 4th Brigade, 4th Division mussten im Tagesverlauf ebenfalls erhebliche Verluste in Kauf nehmen und kaum ein Mann war unverletzt. Als weder Unterstützung noch Entsatz eintraf, ging bei den britischen Truppen letztlich gegen 17:15 Uhr die Munition zur Neige.
Nachdem das Hauptgebäude des Bauernhofes durch den deutschen Beschuss am Nachmittag nicht mehr zu nutzen war, versammelten sich die Überlebende der nunmehr eingeschlossenen Kampfgruppe im Kuhstall des Gehöfts. Major Ryder erklärte den Männern, dass es kein Chance mehr gab, zu entkommen. Er ließ per Handzeichen abstimmen, ob sie bereit waren zu kapitulieren.
Der erste Kapitulationsversuch mit einem weißen Tuch befestigt an einem Gewehr führte zu weiterem Maschinengewehrbeschuss.
Der zweite Versuch nach fünf Minuten führte dazu, dass Männer der 3. Kompanie des SS-Infanterie Regiment 2 (mot.) mit Triumphschreien vorstürmten, um die zumeist verwundeten Überlebenden gefangen zu nehmen. Die britischen Soldaten wurden zurück zu einem 100 Meter südwestlichen gelegenen größeren Feld an der Rue-de-Grosse-Verret geführt und durchsucht.
Dort begannen die SS-Soldaten ein Standgericht abzuhalten, bei dem behauptet wurde, die britischen Soldaten hätten gegen das Kriegsrecht verstoßen, indem sie „Dum-Dum“-Geschosse verwendet hätten. Dann mussten die Soldaten sich auf der Straße in einer Reihe aufstellen und zur Chemin-de-Paradis zurückmarschieren, wo sie erst rechts in Richtung Le-Cornet-Malo abbogen und dann aber links in den Paddock des Gehöfts der Familie Creton geführt wurden. Dort hatten die SS-Soldaten bereits zwei Maschinengewehre in Stellung gebracht. Als der erste britische Soldat das Ende des langen Ziegelsteingebäudes an der Seite des Paddock erreichte, wurde der Feuerbefehl gegeben. Nachdem die Männer zusammengeschossen worden waren, suchten die SS-Soldaten nach Lebenszeichen und töteten diejenigen, die noch Lebenszeichen zeigten, mit Kopfschüssen aus nächster Nähe, erschlugen sie oder erstachen diese mit dem Bajonett.

### Überlebende Zeugen
Doch zwei Soldaten, der Private William O’Callaghan und der Private Albert Pooley, überlebten bewusstlos und schwer verwundet. O’Callaghan zog Pooley, nachdem die SS-Soldaten verschwunden waren, aus dem Leichenhaufen und die beiden versteckten sich die nächsten drei Tage im Schweinestall des Bauernhofes. Sie ernährten sich von rohen Kartoffeln und tranken Wasser aus der Tränke der Schweine. Dann wurden sie von der Eigentümerin des Gehöfts gefunden. Madame Duquenne-Creton und ihr Sohn Victor kümmerten sich um die beiden Briten, was in jener Zeit lebensgefährlich war.
Nach einiger Zeit gelangten die beiden Soldaten wie „normale“ Kriegsgefangene in den Verantwortungsbereich der 251. Infanterie-Division. Deren Soldaten sorgten dafür, dass die Männer in ein Militärhospital kamen.

## Nach der Tat
Am 28. Mai wurde der Schauplatz des Massakers von verschiedenen Offizieren entdeckt.

### Der Kriegsberichter und der Jurist
Nach dem weiteren Vorrücken der SS-Division folgten am nächsten Tag höherrangige Offiziere der Waffen-SS und Kriegsberichter den Kampftruppen. Der Schauplatz des Massakers erregte die Aufmerksamkeit von Gunter d’Alquen, einem Kriegsberichter der Waffen-SS, und dem Stellvertretenden Kriegsgerichtsrat der SS-Division namens Thum.
Während Gunter d'Alquen feststellte, dass die große Gruppe getöteter Männer in britischen Uniformen keinerlei Ausrüstung und Helme bei sich hatte, bemerkte Thum, dass die Ausrüstung etwa 50 bis 100 m weiter entfernt auf einem größeren Haufen lag. Der Kriegsberichter erstellte Bilder der Toten und des Gehöfts, wobei sich Thum Abzüge für die Division erbat. Die beiden schlossen aus der Szenerie, dass hier eine Erschießung stattgefunden hatte.

### Der Generalstabsoffizier der XVI. Armee-Korps
Am gleichen Tag gelangte ein Generalstabsoffizier des XVI. Armee-Korps an den Ort des Verbrechens. Major Friedkerr von Riedner erkannte genau wie die beiden anderen, dass hier ein Massaker mit gezielten Tötungen stattgefunden hatte. Er berichtete an vorgesetzter Stelle über das Ereignis, woraufhin ein Sanitätsoffizier, Dr. Haddenhorst, nach Le-Paradis geschickt wurde. Als dieser am Nachmittag des Mittwochs, dem 29. Mai, dort eintraf, hatten bereits Soldaten der Sanitätskompanie der SS-Division Totenkopf begonnen die Opfer der Erschießung in einer Grube auf dem Hof zu verscharren, so dass eine Spurensicherung schwierig wurde.

## Strafverfolgung
Die Nachricht vom Massaker zog weite Kreise bei den Divisionsstäben, die in der Nähe im Einsatz waren und schließlich hörte auch General Erich Hoepner vom Geschehen. Die Untersuchung durch Wehrmachtsstellen blieb letztlich folgenlos. Auch wenn in manchen Quellen berichtet wird, dass selbst in der Waffen-SS die Empörung gegenüber dem verantwortlichen Offizier, SS-Hauptsturmführer Fritz Knöchlein, groß gewesen sein soll.

### Die Berichte der Überlebenden
In Großbritannien erfuhr man erstmals im Sommer 1943 von dem Massaker, denn der schwer verletzte Pooley gelangte nach drei Jahren in einem deutschen Lazarett durch einen Austausch zurück nach England, da die Folgen seiner Verletzungen derart schwer waren, dass er nicht mehr zu Kriegsdienst fähig war und deshalb repatriiert werden konnte. Die Schilderungen Pooleys wurden von den britischen Dienststellen nicht ernst genommen, da man überzeugt war, dass deutsche Truppen sich nicht derart barbarisch gegenüber britischen Gefangenen aufführten. Doch als O’Callaghan 1945 nach seiner Befreiung aus einem Kriegsgefangenenlager die Berichte von Pooley bestätigte, kam es zu einer offiziellen Untersuchung.
Die beiden Überlebenden trieben die Suche nach Fritz Knöchlein voran und halfen ihn ausfindig zu machen.

### Der Prozess

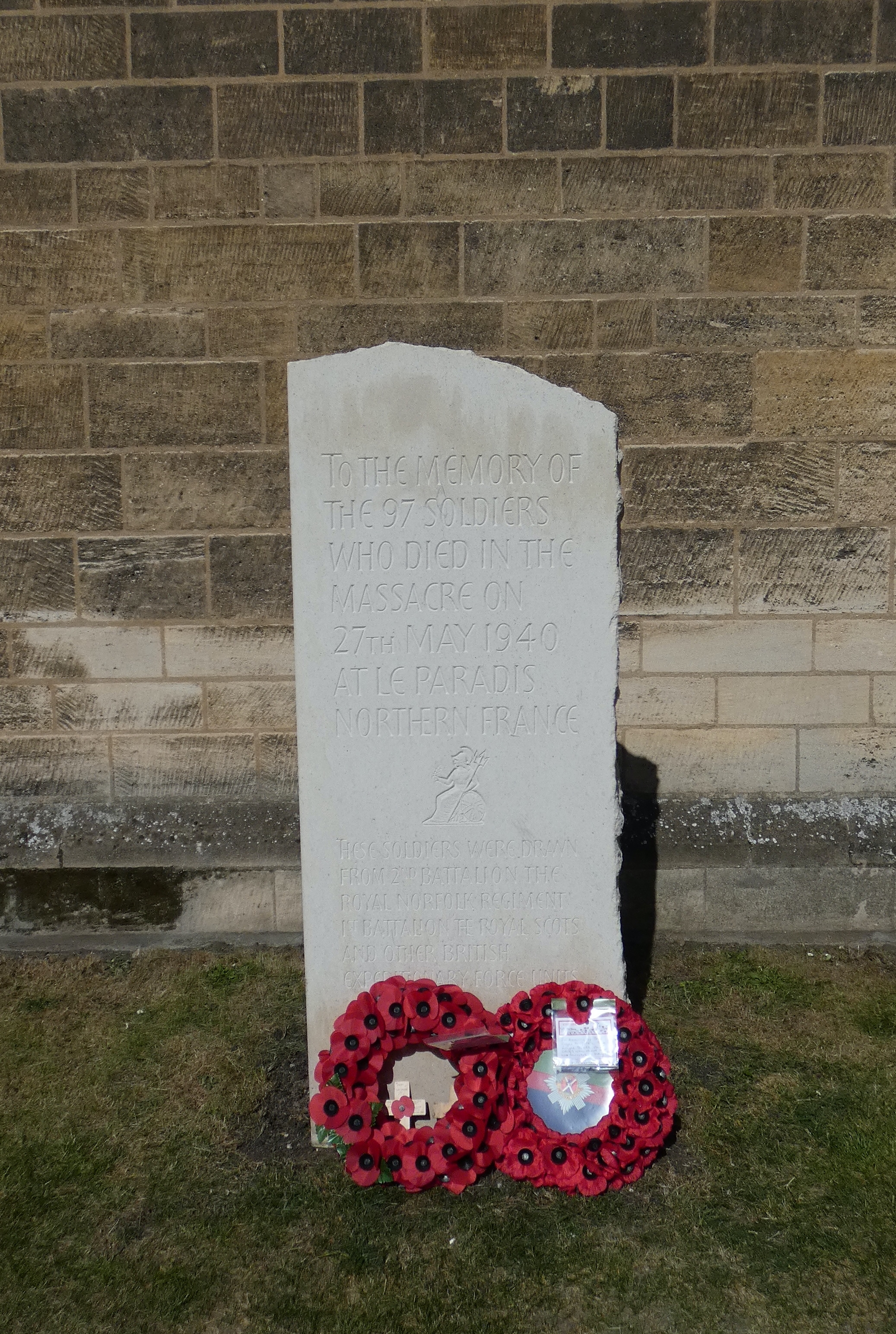
Gedenkstein an der Norwich Cathedral, der am 13. Juli 2021 von Princess Anne eingeweiht wurde.

Im Prozess versuchte Knöchlein, sich dafür zu rechtfertigen, indem er angab, dass die britischen Truppen die völkerrechtswidrigen Dum-Dum-Geschosse benutzten. Dies konnte nie nachgewiesen werden.
Im Rahmen der Curiohaus-Prozesse verurteilte das britische Militärgericht Knöchlein, der zunächst alles abstritt, aber durch einen der Soldaten der Waffen-SS belastet wurde, am 25. Oktober 1948 zum Tode. Knöchlein wurde 1949 im Zuchthaus Hameln hingerichtet.

## Gedenkstätten
- 683 Chem. du Paradis, Lestrem – Gedenkstein auf dem Grundstück des Geschehens

- Norwich Cathedral

## Literarische Aufarbeitung
Das Massaker von Le Paradis und die Suche der beiden Überlebenden nach Fritz Knöchlein thematisierte Cyril Jolly in seinem 1957 erschienenen Buch The Vengeance of Private Pooley.
Als Teil seiner in dem Buch Saat in den Sturm geschilderten Kriegserlebnisse beschreibt Herbert Brunnegger, wie er als Soldat in der Einheit von Fritz Knöchlein das Massaker erlebt hat.
1963 entstand in Kooperation zwischen der britischen Contemporary Films und dem Deutschen Fernsehfunk der DDR der Film Der Schwur des Soldaten Pooley. Als Grundlage diente das Buch von Cyril Jolly.